# Carlos Largo de Celis
Carlos Largo de Celis (Madrid, 14 d'octubre de 1933) fou un jugador d'hoquei sobre patins català de les dècades de 1950 i 1960.

## Trajectòria
Nascut a Madrid, amb només dos anys es traslladà a Barcelona a viure. Començà la pràctica de l'hoquei al col·legi dels Jesuïtes del carrer Casp. Passà al FC Barcelona i a continuació al Centre Cultural Creu Roja, dues temporades, RCD Espanyol tres, tres més a l'Igualada HC i finalment al CP Vilanova. Els darrers anys jugà al DC Mataró i al Femsa Madrid, club on també fou entrenador. També entrenà al CP Alcobendas el 1982.
Fou internacional amb Espanya entre 1955 i 1965. El 1964 ja havia estat 85 cops internacional. Fou dos cops campió del Món i un d'Europa, com a títols més destacats.

## Palmarès
Espanya
- Campionat del Món:
  - 1955, 1964
- Campionat d'Europa:
  - 1957
- Copa de les Nacions:
  - 1957, 1959, 1960
- Copa Llatina:
  - 1958

FC Barcelona
- Campionat de Catalunya:
  - 1957

RCD Espanyol
- Campionat de Catalunya:
  - 1958

CP Vilanova
- Campionat de Catalunya:
  - 1964, 1966
- Campionat d'Espanya:
  - 1964

DC Mataró
- Copa d'Espanya:
  - 1967
- Lliga Nacional:
  - 1968
- Campionat de Catalunya d'hoquei patins:
  - 1968

Femsa Madrid
- Primera Divisió espanyola (2a categoria):
  - 1970